# 宋湘故居
宋湘故居是“岭南第一才子”宋湘的曾经的居所，位于中国广东省梅州市梅县区白渡镇创乐村象湖自然村，历史年代为清代古建筑。1987年11月，宋湘故居被确立为县级文物保护单位，即今梅县区文物保护单位，类型为古建筑。